# Johannes Thal
Johannes Thal ( Erfurt, 1542 - Peseckendorf, Oschersleben, 18 de julio de 1583) fue un médico y botánico alemán, padre de la floricultura.
Hijo de uno de los primeros pastores evangélicos, Thal cursó sus primeros estudios en Erfurt. Continuó su educación en el monasterio de Ilfeld (1558-1561), donde se interesó por la Botánica y preparó su primer herbario. Se graduó en medicina en la Universidad de Jena y ejerció su profesión en Stendal y luego en Stolberg como médico de la ciudad (1572). Desde 1581 cumplió la misma función en Nordhausen. Murió en un accidente al trasladarse a visitar a un paciente.
Escribió Sylva Hercynia to 1577: sive catalogus plantarum sponte nascentium in montibus & locis plerisque Hercyniae Sylvae quae respicit Saxoniam, trabajo en el que invirtió cinco años, describiendo metódicamente la flora de los montes Harz. Este trabajo, publicado por Joachim Camerarius hijo en 1588, si bien tiene muchos defectos formales y no sigue una sistemática adecuada, es reconocido como el primer esfuerzo metódico en la descripción total de la flora de una región.

## Honores
Identificó y localizó por primera vez, entre muchas otras especies, la Arabidopsis thaliana, usada como modelo de la embriogénesis de las plantas, que hoy lo recuerda en su nombre y la Cicerbita alpina.
Hay también un género de plantas ornamentales llamado en su honor Thalía L..

### Otrosepónimos
- (Brassicaceae) Conringia thaliana Rchb.[2]

- (Brassicaceae) Crucifera thaliana E.H.L.Krause[3]

- (Brassicaceae) Hesperis thaliana Kuntze[4]

- (Brassicaceae) Nasturtium thaliana Andrz. ex DC.[5]

- (Brassicaceae) Pilosella thaliana Kostel.[6]

- (Campanulaceae) Campanula thaliana Wallr.[7]

- (Leguminosae) Amoria thalii Fourr.[8]

- (Leguminosae) Trifolium thalii Vill.[9]
- La abreviatura «Thal» se emplea para indicar a Johannes Thal como autoridad en la descripción y clasificación científica de los vegetales.[10]